# Carl Nägeli
Carl Wilhelm von Nägeli (1817 – 1891) va ser un botànic suís. Estudià la divisió cel·lular i la pol·linització, però ha esdevingut famós per ser la persona que va desanimar Gregor Mendel per a continuar treballant en la genètica.

## Biografia
Nägeli nasqué Kilchberg prop de Zúric, on estudià medicina a la Universitat de Zúric. Des de 1839, estudià botànica sota A. P. de Candolle a la Universitat de Ginebra. La seva atenció va ser dirigida per Matthias Jakob Schleiden, aleshores professor de botànica a Jena, cap a l'estudi sota microscopi de les plantes.

## Contribucions
En col·laboració amb Pfeiffer publicà: Gesangbildungslehre nach Pestalozzischen Grunddsätzen (1810), i Musikalisches Tbellenwerk f. Volkschulen... (1828).
Es creia que va ser Nägeli el primer que va observar la divisió cel·lular durant la formació del pol·len, el 1842. Tanmateix aquest fet està en debat.
L'any 1857 els microesporidis van ser descrits per primera vegada per Nageli (Texier et al, 2010, p.443).
Tanmateix, potser Nägeli és més conegut per la seva correspondència improductiva correspondence (1866–1873) amb Gregor Mendel respecte als treballs de Mendel en les pesoleres (Pisum sativum).
L'escriptor Simon Mawer, en el seu llibre Gregor Mendel: planting the seeds of genetics (2006), dona detalls interessant sobre la correspondència de Nägeli amb Mendel. Mawer subatlla que en aquella època Nägeli preparava la seva gran obra titilada Una teoriamecànico-fisiològica de l'evolució orgànica (publicada el 1884, l'any de la mort de Mendelh) en la qual proposava el concepte de lidioplasma' com un transmissor hipotètic dels caràcters heretats. Mawer fa notar que en el llibre de Nägeli, no hi ha ni una sola menció a l'obra de Gregor Mendel. (Mawer 2006, p. 81)
Nägeli i Hugo von Mohl van ser els primers científics a distingir la paret cel·lular de la planta dels seus continguts interns, cosa que ell va anomenar protoplasma el 1846. Nägeli creia que les cèl·lules rebien els seus caràcters hereditaris d'una part del protoplasma al qual ell anomenava idioplasma. Nägeli era partidari de l'ortogènesi i s'oposava al Darwinisme.